# Aeonium sedifolium

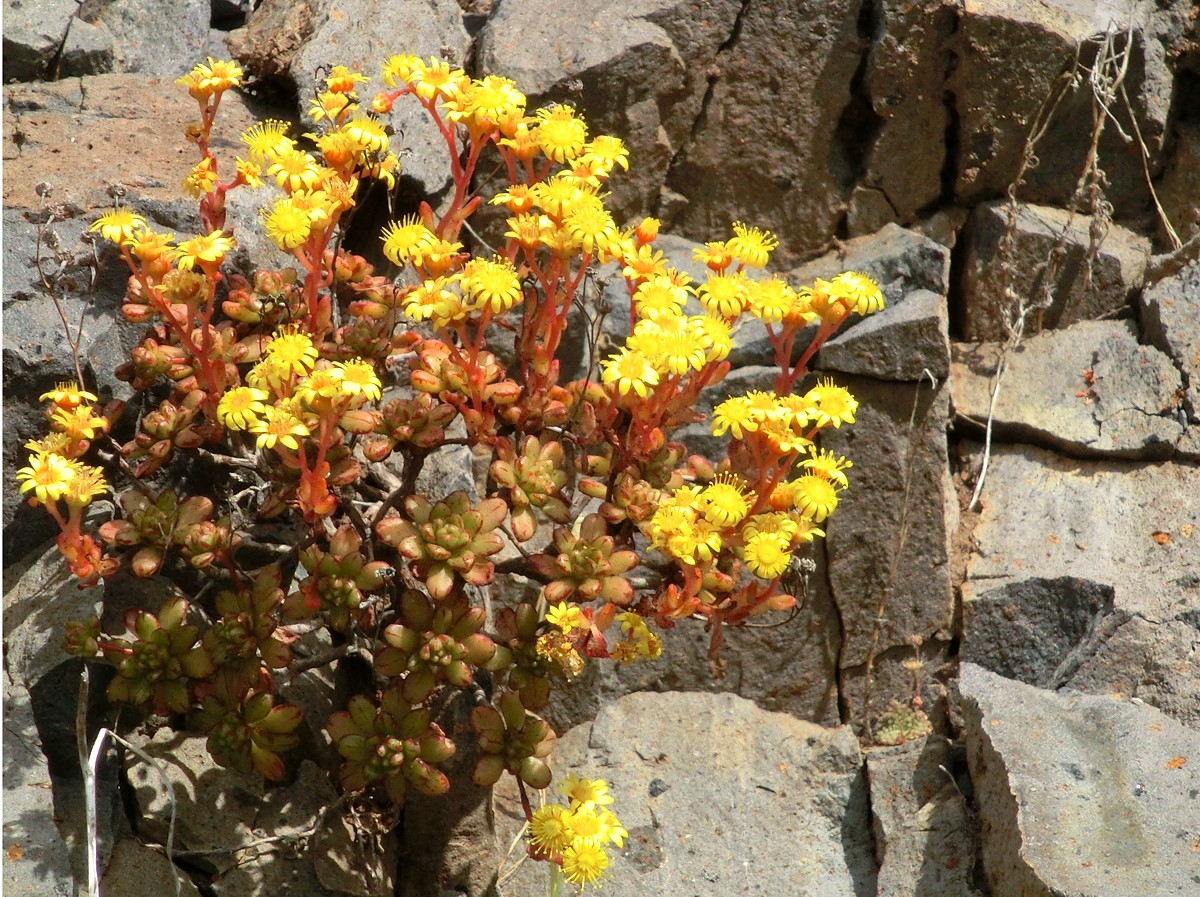
Aeonium sedifolium amb flors

Aeonium sedifolium és una espècie de planta suculenta del gènere Aeonium, de la família de les Crassulaceae.

## Descripció
És un arbust perenne densament ramificat de fins a 40 cm. Es pot identificar fàcilment pel seu hàbit dens i nan i les fulles enganxoses molt petites i marcades amb línies carmesines a l’àpex. Aeonium sedifolium és l'Aeonium de fulla més petita que es sol cultivar.
Les tiges són branques d'1 a 5 mm de diàmetre, poc puberulentes, viscoses, llises, sense reticulacions.
Les rosetes de 3 a 4 cm de diàmetre, més aviat aplanades, fulles interiors més o menys erectes, imbricades i formant un brot globós durant la temporada seca.
Les fulles de 7 a 15 mm de llarg, 4 a 10 mm d’ample, i 3 a 5 mm de gruix, ovades o obovades, brillants, finament peludes, viscoses i enganxoses, de color verd a verd groguenc, el revers amb ratlles vermelloses, variegades amb moltes línies marronoses prop de l'àpex. Els pèls de les fulles (tricomes pluricel·lulars) són microscòpics invisibles a simple vista.
Les inflorescències són laxes, amb unes 6 a 15 flors, la part florífera de 2 a 7 x 2 a 5 cm. Peduncle de 2 a 8 cm. Pedicel de 5 a 16 mm, puberulent.
La flor és de 9 a 11 parts. Sèpals puberulents. Pètals de 5 a 7 mm de llarg i de 2 a 2,5 mm d’ample, obovats o oblanceolats, aguts o obtusos, de color groc. Filaments poc puberulents. Nectaris absents.
Aeonium sedifolium és una espècie endèmica estreta amb hàbits altament especialitzats. Les branques vegetatives formen una massa compacta, i les plantes solen dispersar-se sobre penya-segats molt secs. Quan floreixen, es desenvolupen simultàniament moltes inflorescències que proporcionen una notable cobertura de color groc brillant.
Aeonium sedifolium està estretament relacionat amb Aeonium saundersii. Ambdues espècies pleguen les fulles joves en una estructura imbricadament globosa durant la temporada seca, però Aeonium sedifolium té fulles més petites (normalment inferiors a 1 cm de llarg) i més gruixudes (normalment de més de 3 mm de gruix) amb franges tànniques de color vermellós pàl·lid. Se sap que Aeonium sedifolium s'hibrida amb Aeonium canariense var. palmensis, Aeonium davidbramwellii, Aeonium goochiae, Aeonium haworthii i Aeonium urbicum.

## Distribució
Planta endèmica de Tenerife (Teno), i al nord de La Palma, Illes Canàries. Creix en penya-segats molt secs, fins a 1000 m d'altitud.

## Taxonomia
Aeonium sedifolium (Webb ex Bolle) Pit. & Proust va ser descrita per Charles-Joseph Marie Pitard i Louis Proust i publicat a Isles Canaries 193. 1909.

## Cultiu
Aeonium sedifolium és el més gratificant dels aeoniums en miniatura i no és fàcil de reconèixer com Aeonium. La planta tendeix a dormir a l'estiu i de vegades sembla una mica cansada, però es torna a animar a la tardor. L'estiu és la temporada natural inactiva d’aquesta espècie a la seva terra natal. Apte per a cultius d’interior, es pot cultivar a l’ombra, però necessita sol per treure tot el color. Cal protegir-lo de les gelades (fins a -2 °C en breus episodis).